# Parafia Trójcy Przenajświętszej w Łodzi
Parafia pw. Trójcy Przenajświętszej w Łodzi – parafia rzymskokatolicka w archidiecezji łódzkiej w dekanacie Łódź-Widzew.
Erygowana w 1989. Mieści się przy ulicy Grota-Roweckiego. Kościół parafialny wybudowany w latach 1996–2003.